# Pineta di Classe
La pineta di Classe è un grande bosco planiziale situato a sud di Ravenna, tra le frazioni di Classe e Lido di Classe e vicino alla località di Fosso Ghiaia.

## Geografia
In base alla classificazione di Rete Natura 2000, per «Pineta di Classe» si intende l'area tra la strada statale Adriatica (lungo la quale si trovano Classe e Fosso Ghiaia) e la Valle dell'Ortazzo. L'area della pineta è delimitata, a nord, da una strada comunale (via della Sacca, che conduce a Lido di Dante); a est dalla Valle dell'Ortazzo; a sud dal torrente Bevano; ad ovest dal lago delle Ghiarine.
La pineta è classificata come sito di interesse comunitario e zona di protezione speciale per una superficie di 1082 ettari, di cui 900 di bosco di conifere (pino domestico); fa parte (per il 99% della sua superficie) del parco regionale del Delta del Po dell'Emilia-Romagna.
La pineta attorno alla foce del Bevano (quella che ha subito il grave incendio del 2010) fa parte del sito naturalistico Ortazzo, Ortazzino, Foce del Torrente Bevano.

## Flora

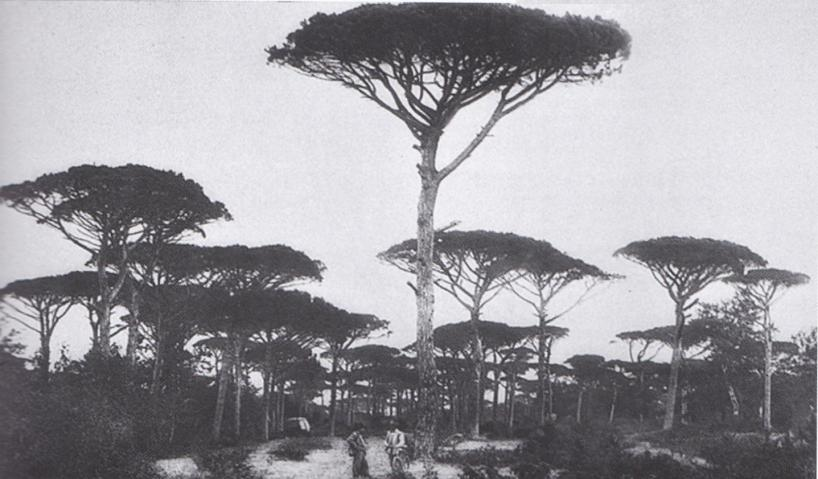
La pineta in una fotografia Alinari di fine Ottocento.

La flora annovera la presenza di diverse varietà botaniche come il leccio, la farnia, il carpino e ovviamente varie specie di pino. Interessanti sono le essenze vegetali nei pressi delle radure e delle zone allagate e paludose, tra le quali diverse caratteristiche alofite.

## Fauna
La fauna ha perso molti dei suoi protagonisti negli ultimi decenni, a causa dell'insistente e dannosa presenza dell'uomo. Infatti, nonostante l'area sia protetta e faccia parte del parco del Delta, vi è permessa la caccia.
Tra gli uccelli sono presenti il picchio rosso, la garzetta, il cavaliere d'Italia, l'airone cinerino, la civetta, il gufo comune, l'allocco e la poiana.
Sono presenti inoltre la testuggine palustre, la volpe rossa e l'istrice, oltre ad una piccola popolazione di daini.

## Nella letteratura
Divina Commedia
La pineta di Classe è citata da Dante Alighieri, nella Divina Commedia, canto XXVIII del Purgatorio (vv. 19-21): 
per la pineta in su ’l lito di Chiassi,
quand’Ëolo scilocco fuor discioglie»
Decamerone
La pineta è citata e descritta anche nel Decamerone di Giovanni Boccaccio, nella novella ottava della V giornata, che ha come protagonista Nastagio degli Onesti. Scrive Boccaccio che Nastagio: 
«di Ravenna uscì e andossene ad un luogo forse tre miglia fuor di Ravenna, che si chiama Chiassi». 
Nastagio si avventura inavvertitamente nella pineta:
«piede innanzi piè sé medesimo trasportò, pensando, infino nella pigneta. Ed essendo già passata presso che la quinta ora del giorno, ed esso bene un mezzo miglio per la pigneta entrato»
Qui assiste alla scena chiave della novella: la caccia e l'uccisione di una giovane da parte di un nobile che la insegue a cavallo. L'episodio è raffigurato in quattro celebri tavole del Botticelli, ugualmente ambientate nella Pineta.